# Klaus Filip
Klaus Filip (* 24. Februar 1963 in Wien) ist ein österreichischer Improvisationsmusiker, Klangkünstler und Programmierer im Bereich der experimentellen Musik. Sein Schwerpunkt bildet die Arbeit mit Sinustönen. 

## Werdegang
Er studierte Elektroakustische Musik in Wien bei Dieter Kaufmann und Wolfgang Musil.
Mit Kai Fagaschinski bildet er das Duo Los Glissandinos, gemeinsam mit noid das Duo ease. In weiteren Duo-Formationen arbeitet er mit Radu Malfatti und Dafne Vicente-Sandoval zusammen.
Weitere musikalische Partner waren unter anderem Christof Kurzmann und Dieb13.
Er ist Erfinder und Entwickler der Software ppooll, welche im Bereich der experimentellen Musik Verbreitung findet und Live-Modulationen ermöglicht. Er unterrichtet Digitale Kunst an der Universität für angewandte Kunst Wien und ist Co-Organisator des interdisziplinären Festivals reheat auf dem Kleylehof in Nickelsdorf.

## Diskografie (Auswahl)
- 2006: Aluk (mit Toshimaro Nakamura)
- 2009: Imaoto (mit Radu Malfatti)
- 2010: slugabed (mit Nikos Veliotis)
- 2012: Pinna (mit Tim Blechmann)
- 2013: Remoto (mit Dafne Vicente-Sandoval)
- 2016: No No No, No (mit Noid)